# Junqueira (Vila do Conde)

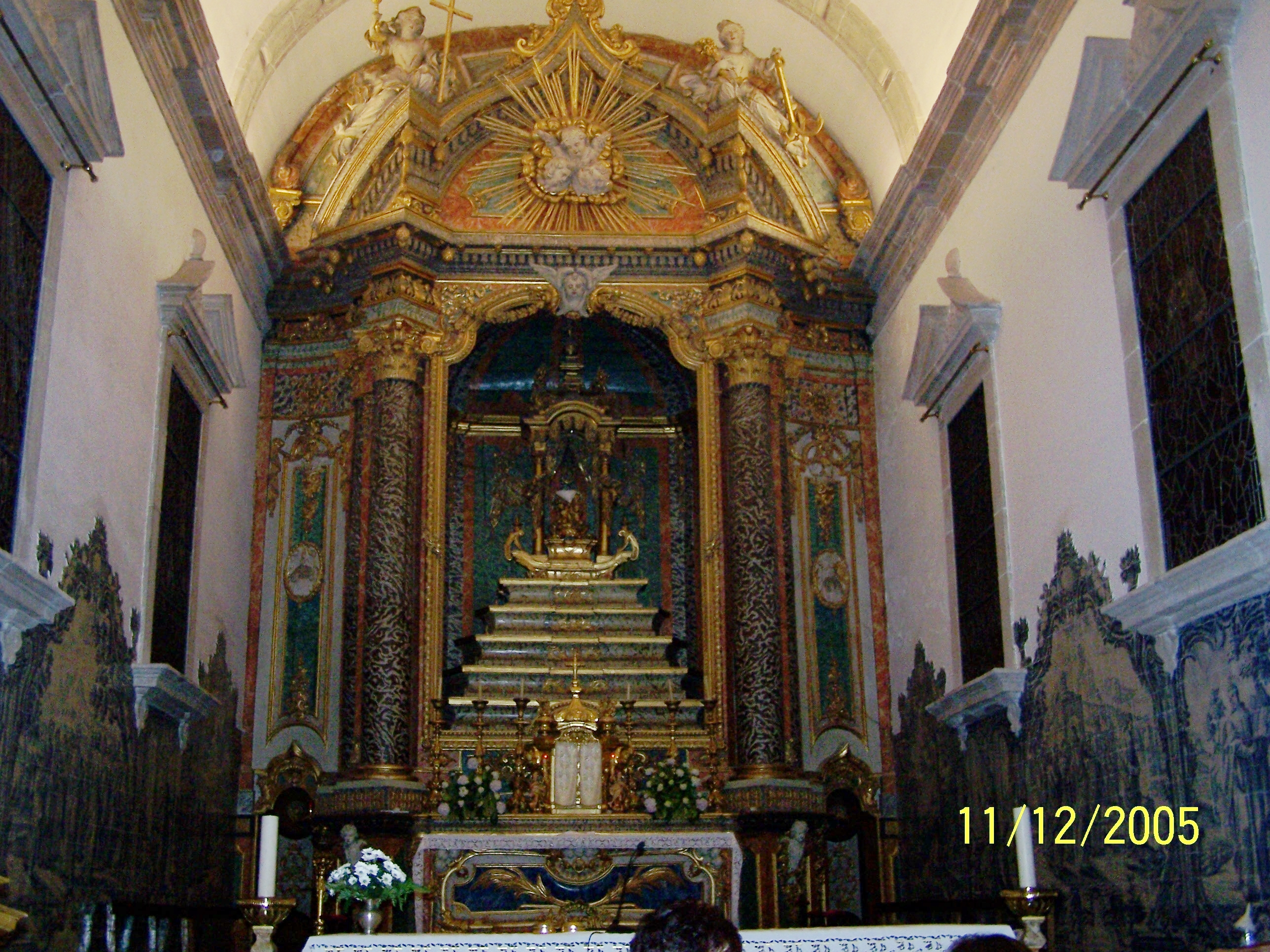

Junqueira é uma povoação portuguesa do Município de Vila do Conde sede da Freguesia de Junqueira, freguesia com 6,83 km² de área e 1917 habitantes (censo de 2021), tendo, por isso, uma densidade populacional de 280,7 hab./km².

## Demografia
A população registada nos censos foi:
| Distribuição da População por Grupos Etários | Distribuição da População por Grupos Etários | Distribuição da População por Grupos Etários | Distribuição da População por Grupos Etários | Distribuição da População por Grupos Etários |
| -------------------------------------------- | -------------------------------------------- | -------------------------------------------- | -------------------------------------------- | -------------------------------------------- |
| Ano                                          | 0-14 Anos                                    | 15-24 Anos                                   | 25-64 Anos                                   | > 65 Anos                                    |
| 2001                                         | 432                                          | 359                                          | 1177                                         | 266                                          |
| 2011                                         | 328                                          | 237                                          | 1133                                         | 321                                          |
| 2021                                         | 218                                          | 242                                          | 1008                                         | 449                                          |

## História
Historicamente a freguesia cresceu ao redor do Mosteiro de São Simão da Junqueira, fundado no século XI e desactivado por bula do Papa Clemente XIV em 4 de julho de 1770, ficando a igreja para os actos paroquiais e o edifício do convento vendido.
Pertenceu ao concelho de Barcelos e foi integrado no concelho (atual município) de Vila do Conde, pela divisão administrativa de 1836.

## Localização
Esta freguesia localiza-se no Grande Porto aproximadamente a 6 km de Vila do Conde e Póvoa de Varzim, a 35 km do Porto, 15 km da Trofa e a 20 km da Maia.
Faz fronteira com:
- Arcos
- Bagunte
- Rio Mau
- Tougues
- Touguinhó

É banhada a norte pelo Rio Este e a sul pelo Rio Ave, o Rio Este desagua no Rio Ave na divisa de Junqueira com a Freguesia de Touguinhó.

## Serviços
Esta freguesia serve várias freguesias do norte do concelho de Vila do Conde em termos de saúde e educação.
A Junqueira dispõe de:
- Escola C+S
- Centro de Saúde
- Salão Paroquial
- Campo desportivo

Em termos de saúde esta freguesia, além de disponibilizar um centro de saúde ainda tem duas farmácias.

## Património
- Capela de Nossa Senhora da Graça
- Mosteiro de São Simão da Junqueira
- Igreja Paroquial da Junqueira
- Capela do Senhor do Padrão
- Capela de S. Mamede
- Mamoas do Fulão
- Truta de Chantada
- Estalagem das Pulgas

## Religião
A freguesia da Junqueira pertence á arquidiocese de Braga, tem várias igrejas e capelas, que são símbolos desta freguesia.
Tem como oragos S. Simão e S. Judas Tadeu.

## Personalidades
- Desportistas
  - Mário Costa   (ciclista, campeão nacional de BTT (cross-country), em 2013)
- Música 
  - Manuela Azevedo
  - Paulo Oliveira - Pianista